# Alpine Skiweltmeisterschaften 1937
Die 7. Alpinen Skiweltmeisterschaften fanden vom 13. bis 15. Februar 1937 in Chamonix-Mont-Blanc in Frankreich statt.

## Geschichte
Ab diesem Zeitpunkt trugen die FIS-Veranstaltungen offiziell den Titel Weltmeisterschaften.
Pro Nation und Wettbewerb waren 4 Skiläufer startberechtigt, die Leistungen der besten drei zählten für die damals offiziell durchgeführten Mannschaftswertungen.
In den Damenwettbewerben traten keine Skiläuferinnen aus Österreich, Italien und Frankreich an.
Mit Émile Allais kürte sich erstmals ein Franzose zum Weltmeister und ebenso zum ersten Mal belegte mit Růžena Beinhauerová eine Skiläuferin aus der Tschechoslowakei in den alpinen Disziplinen bei Skiweltmeisterschaften einen Top-10-Platz.

## Männer

### Abfahrt
| Platz | Sportler            | Land               | Zeit       |
| ----- | ------------------- | ------------------ | ---------- |
| 1     | Émile Allais        | Frankreich         | 4:03,4 min |
| 2     | Maurice Lafforgue   | Frankreich         | 4:16,4 min |
| 2     | Giacinto Sertorelli | Königreich Italien | 4:16,4 min |
| 4     | Per Fossum          | Norwegen           | 4:20,4 min |
| 5     | Willy Steuri        | Schweiz            | 4:21,6 min |
| 6     | Vittorio Chierroni  | Königreich Italien | 4:24,6 min |
| 6     | Heinz von Allmen    | Schweiz            | 4:24,6 min |
| 8     | Romain Morand       | Frankreich         | 4:27,6 min |
| 9     | Rudolph Matt        | Österreich         | 4:29,8 min |
| 10    | Rudolf Cranz        | Deutsches Reich    | 4:30,2 min |

Datum: Samstag, 13. Februar 1937;
Strecke: Les Houches; Länge: 3000 m, Höhenunterschied: 700 m
Teilnehmer: 49 gestartet; 36 gewertet; Teilnehmer von 16 Skiverbänden aus 15 Ländern.

### Slalom
| Platz | Sportler           | Land               | Zeit       |
| ----- | ------------------ | ------------------ | ---------- |
| 1     | Émile Allais       | Frankreich         | 2:10,8 min |
| 2     | Wilhelm Walch      | Österreich         | 2:11,4 min |
| 3     | Roman Wörndle      | Deutsches Reich    | 2:14,4 min |
| 4     | Rudolf Cranz       | Deutsches Reich    | 2:15,2 min |
| 5     | Rudolf Rominger    | Schweiz            | 2:17,2 min |
| 6     | Heinz von Allmen   | Schweiz            | 2:19,4 min |
| 7     | Rudolph Matt       | Österreich         | 2:20,8 min |
| 7     | Willy Steuri       | Schweiz            | 2:20,8 min |
| 9     | Maurice Lafforgue  | Frankreich         | 2:22,8 min |
| 10    | Vittorio Chierroni | Königreich Italien | 2:23,2 min |
| 10    | Hermann Steuri     | Schweiz            | 2:23,2 min |

Datum: Montag, 15. Februar 1937;
Strecke: Länge: 700 m, Höhenunterschied: 250 m; 36 Tore
Kurssetzer: Mussat, Rosniere, Lavaidre, alle Frankreich und Ernst Gertsch, Schweiz
Teilnehmer: 39 genannt; 36 gestartet; 35 gewertet; Teilnehmer von 16 Skiverbänden aus 15 Ländern.

### Alpine Kombination
| Platz | Sportler           | Land               | Punkte |
| ----- | ------------------ | ------------------ | ------ |
| 1     | Émile Allais       | Frankreich         | 400,4  |
| 2     | Maurice Lafforgue  | Frankreich         | 428,0  |
| 3     | Willy Steuri       | Schweiz            | 430,6  |
| 4     | Heinz von Allmen   | Schweiz            | 431,9  |
| 5     | Rudolf Cranz       | Deutsches Reich    | 432,4  |
| 6     | Vittorio Chierroni | Königreich Italien | 436,4  |
| 7     | Rudolph Matt       | Österreich         | 438,8  |
| 8     | Roman Wörndle      | Deutsches Reich    | 439,5  |
| 9     | Wilhelm Walch      | Österreich         | 440,7  |
| 10    | Rudolf Rominger    | Schweiz            | 445,0  |

Datum: Samstag, 13. und Montag, 15. Februar 1937;
Teilnehmer: 49 gestartet; 32 gewertet; Teilnehmer von 16 Skiverbänden aus 15 Ländern.

## Frauen

### Abfahrt
| Platz | Sportler               | Land                   | Zeit       |
| ----- | ---------------------- | ---------------------- | ---------- |
| 1     | Christl Cranz          | Deutsches Reich        | 5:17,0 min |
| 2     | Nini von Arx-Zogg      | Schweiz                | 5:21,2 min |
| 3     | Käthe Grasegger        | Deutsches Reich        | 5:38,8 min |
| 4     | Clarita Heath          | Vereinigte Staaten     | 5:57,2 min |
| 5     | Erna Steuri            | Schweiz                | 6:00,4 min |
| 6     | Elvira Osirnig         | Schweiz                | 6:05,6 min |
| 7     | Helen Palmer-Tomkinson | Vereinigtes Königreich | 6:20,8 min |
| 8     | Liesl Schwarz          | Deutsches Reich        | 6:21,0 min |
| 9     | Lisa Resch             | Deutsches Reich        | 6:34,6 min |
| 10    | Isobel Roe             | Vereinigtes Königreich | 6:47,8 min |

Datum: Samstag, 13. Februar 1937;
Strecke: Les Houches; Länge: 2500 m, Höhenunterschied: 780 m
Teilnehmer: 19 gestartet; 19 gewertet; Teilnehmer aus 6 Ländern.

### Slalom
| Platz | Sportler            | Land                      | Zeit       |
| ----- | ------------------- | ------------------------- | ---------- |
| 1     | Christl Cranz       | Deutsches Reich           | 2:29,2 min |
| 2     | Käthe Grasegger     | Deutsches Reich           | 2:36,2 min |
| 3     | Lisa Resch          | Deutsches Reich           | 2:39,6 min |
| 4     | Loulou Boulaz       | Schweiz                   | 2:40,8 min |
| 5     | Nini von Arx-Zogg   | Schweiz                   | 2:45,2 min |
| 6     | Elvira Osirnig      | Schweiz                   | 2:50,0 min |
| 7     | Euretta de Cosson   | Vereinigtes Königreich    | 2:55,8 min |
| 8     | Erna Steuri         | Schweiz                   | 2:56,2 min |
| 9     | Liesl Schwarz       | Deutsches Reich           | 2:56,6 min |
| 10    | Růžena Beinhauerová | Tschechoslowakei (SL RČS) | 3:02,8 min |

Datum: Montag, 15. Februar 1937;
Strecke: Chamonix; Länge: 600 m, Höhenunterschied: 200 m, 32 Tore
Teilnehmer: 19 gestartet; 17 gewertet; Teilnehmer aus 6 Ländern.

### Alpine Kombination
| Platz | Sportler               | Land                   | Punkte |
| ----- | ---------------------- | ---------------------- | ------ |
| 1     | Christl Cranz          | Deutsches Reich        | 511,0  |
| 2     | Nini von Arx-Zogg      | Schweiz                | 536,0  |
| 3     | Käthe Grasegger        | Deutsches Reich        | 541,8  |
| 4     | Elvira Osirnig         | Schweiz                | 586,6  |
| 5     | Erna Steuri            | Schweiz                | 589,4  |
| 6     | Lisa Resch             | Deutsches Reich        | 602,0  |
| 7     | Clarita Heath          | Vereinigte Staaten     | 604,4  |
| 8     | Liesl Schwarz          | Deutsches Reich        | 610,6  |
| 9     | Helen Palmer-Tomkinson | Vereinigtes Königreich | 621,8  |
| 10    | Loulou Boulaz          | Schweiz                | 644,2  |

Datum: Samstag, 13. und Montag, 15. Februar 1937;
Teilnehmer: 19 gestartet; 17 gewertet; Teilnehmer aus 6 Ländern.

## Medaillenspiegel
| Platz | Land               | Gold | Silber | Bronze | Gesamt |
| ----- | ------------------ | ---- | ------ | ------ | ------ |
| 1     | Frankreich         | 3    | 2      | –      | 5      |
| 2     | Deutsches Reich    | 3    | 1      | 4      | 8      |
| 3     | Schweiz            | –    | 2      | 1      | 3      |
| 4     | Österreich         | –    | 1      | –      | 1      |
| 5     | Königreich Italien | –    | 1      | –      | 1      |